# Eenzaadlobbigen
De eenzaadlobbigen, ook wel Monocotyledones of monocotylen genoemd, zijn een omvangrijke groep van planten. Zowel de Nederlandse als de wetenschappelijke naam verwijzen ernaar, dat (meer dan de helft van) de soorten één cotyl per zaad (lijken te) hebben. Tot de eenzaadlobbigen behoren vele planten waarvan het zaad of de vrucht van groot economisch belang is, zoals grassen (granen), palmen en andere.

## Wetenschappelijke naamgeving
Sinds lang wordt deze groep erkend en herkend als een monofyletische eenheid. De traditionele wetenschappelijke naam is Monocotyledones ((en)  "monocotyledons").
In het Cronquist systeem werd deze groep behandeld als een klasse met de naam Liliopsida (gevormd uit de familienaam Liliaceae). Het Dahlgren systeem behandelde deze groep als een subklasse, met als naam Liliidae. Het APG II-systeem (2003) en het APG III-systeem (2009) hanteren de naam monocots. De 23e druk van Heukels noemt dit "eenzaadlobbigen". Omdat de ICBN aanmerkelijke vrijheid boven de rang van familie laat kan de groep nog andere namen krijgen.
Traditioneel vormen monocotylen samen met de dicotylen een groep die bloemplanten (Anthophyta) of bedektzadigen (Angiospermae) heet. In de naamgeving van Cronquist heet deze groep Magnoliophyta. De dicotylen heten bij Cronquist Magnoliopsida, maar voor het overige Dicotyledones (Engels: "dicotyledons"). De conclusie van de APG is dat de dicotylen geen natuurlijke groep vormen, en dus geen naam zouden mogen krijgen. Een groot deel van de dicotylen vormt samen wel een "goede groep": deze krijgt dan de naam eudicots (wat aanduidt dat het om 'de echte' dicotylen gaat).

## Kieming
Bij veel eenzaadlobbige planten zit het reservevoedsel opgeslagen in het endosperm of kiemwit. In het zaad zit slechts één kiemlob (scutellum of schildje), die het voedsel vanuit het endosperm doorgeeft aan het kiemplantje.
Als eerste komt een soort buisje (rechts op de foto), het coleoptyl, boven de grond. Hierin zit het eerste blaadje (links). Grasachtigen zoals granen, maïs en gras zijn voorbeelden van eenzaadlobbigen. Ook bloemen als lelies, orchideeën, tulpen en narcissen behoren tot deze groep van planten.

## Vergelijking tussen een- en tweezaadlobbigen
- Het APG II-systeem kent geen tweezaadlobbigen, maar de Heukels hanteert deze naam voor wat bij APG de eudicots heet.
- Deze vergelijking betreft slechts generalisaties, deze verschillen gaan in de praktijk lang niet altijd op.

| één zaadlob                                                    | twee zaadlobben                                            |
| -------------------------------------------------------------- | ---------------------------------------------------------- |
| stuifmeelkorrels met één kiemopening                           | stuifmeelkorrels met drie kiemopeningen                    |
| parallelle nerven in bladeren                                  | vertakte nerven in bladeren                                |
| grondgetal van de bloem: 3 of een veelvoud van 3               | grondgetal van de bloem: 4 of 5 of een veelvoud van 4 of 5 |
| geen verschil tussen kelk- en kroonbladeren, maar een bloemdek | duidelijk te onderscheiden kelk en kroon                   |
| alleen bijwortels na kiemplantstadium                          | vertakte hoofdwortel                                       |
| vaatbundels verspreid                                          | vaatbundels in een ring                                    |
| geen secundaire diktegroei                                     | secundaire diktegroei mogelijk                             |

## Taxonomie
In het APG II-systeem (2003) onderkent in de "monocots" tien ordes waarvan een aantal in de subgroep 'Commeliniden'. De overige worden soms aangeduid als 'basale eenzaadlobbigen', hoewel het hier niet gaat om een samenhangende groep. Alle families in de eenzaadlobbigen die door APG II erkend worden hebben een eigen artikel, waarvan hieronder alleen de families aangeduid worden die een Nederlandstalige naam hebben. Voor een complete lijst van families zie de beschrijving van de ordes.
Basale eenzaadlobbigen
- Orde Acorales
  - Kalmoesfamilie (Acoraceae)
- Orde Alismatales
  - Fonteinkruidfamilie (Potamogetonaceae)
  - Ruppiafamilie (Ruppiaceae)
  - Scheuchzeriafamilie (Scheuchzeriaceae)
  - Waterkaardefamilie (Hydrocharitaceae)
  - Waterweegbreefamilie (Alismataceae)
  - Zeegrasfamilie (Zosteraceae)
  - Zoutgrasfamilie (Juncaginaceae)
  - Zwanenbloemfamilie (Butomaceae)
- Orde Asparagales
  - Affodilfamilie (Asphodelaceae)
  - Aspergefamilie (Asparagaceae)
  - Hyacintenfamilie (Hyacinthaceae)
  - Lissenfamilie (Iridaceae)
  - Narcissenfamilie (Amaryllidaceae)
  - Orchideeënfamilie (Orchidaceae)
  - Lookfamilie (Alliaceae)
- Orde Dioscoreales
- Orde Liliales
  - Herfsttijloosfamilie (Colchicaceae)
  - Leliefamilie (Liliaceae)
- Orde Pandanales

Commeliniden
- Orde Arecales
  - Palmenfamilie (Palmae / Arecaceae)
- Orde Commelinales
  - Pontederiafamilie (Pontederiaceae)
- Orde Poales
  - Bromeliafamilie (Bromeliaceae)
  - Cypergrassenfamilie (Cyperaceae)
  - Egelskopfamilie (Sparganiaceae)
  - Grassenfamilie ( Gramineae / Poaceae)
  - Lisdoddefamilie (Typhaceae)
  - Russenfamilie (Juncaceae)
- Orde Zingiberales 
  - Banaanfamilie (Musaceae)
  - Cannaceae (Bloemrietfamilie)
  - Gemberfamilie (Zingiberaceae)
  - Strelitziafamilie (Strelitziaceae)

Daarnaast zijn de families Petrosaviaceae en Dasypogonaceae nog niet ondergebracht in een orde.